# Norman Finkelstein (politicoloog)
Norman Gary Finkelstein (New York, 8 december 1953) is een Amerikaanse politicoloog.
Als zodanig was hij van 2001 tot 2007 bijzonder hoogleraar politieke wetenschappen aan de DePaul Universiteit in Chicago.
Hij staat vooral bekend als auteur van boeken en artikelen over het Israëlisch-Palestijnse conflict en de hedendaagse omgang met de herinnering aan de Holocaust. Finkelstein introduceerde de term 'Holocaust-industrie' in een boek met de gelijknamige titel. Hierin beschrijft hij hoe de nazi-Holocaust door bepaalde zionistische organisaties en door Israël zou worden geëxploiteerd. In mei 2008 werd Finkelstein de toegang tot Israël geweigerd, geldend tot nog tien jaar na dato.

## Persoonlijk
Finkelstein is een telg uit een Joods-Amerikaanse familie. Zijn beide ouders zijn van oorsprong Poolse Joden. Zijn moeder Maryla Husyt Finkelstein en zijn vader Zacharias Finkelstein overleefden de Holocaust. Beiden zaten gevangen in het Getto van Warschau, van waaruit zijn vader werd afgevoerd naar Auschwitz en zijn moeder naar Majdanek. Na de Tweede Wereldoorlog verhuisden de Finkelsteins naar de Verenigde Staten waar acht jaar later Norman geboren werd. Finkelstein woont in het New Yorkse stadsdeel Brooklyn.
In zijn boeken en geschriften brengt Finkelstein ter sprake wat hij ziet als misbruik van de herinnering aan de Holocaust. Sommige Joodse organisaties zouden misbruik maken van de herinnering aan de Holocaust om vooral Zwitserland en Duitsland geld afhandig te maken om het geld vervolgens voor eigen doelen aan te wenden. Finkelstein meent dat de Israëlische regering en supporters van Israël de Holocaust, alsmede beschuldigingen van antisemitisme misbruiken om kritiek op Israël in de kiem te smoren. Volgens Finkelstein is kritiek op Israël praktisch niet mogelijk, omdat bij het minste tegengeluid de criticus antisemitisme wordt verweten.
Finkelstein is van mening dat een economische boycot, als vreedzame tactiek, tegen Israël gerechtvaardigd is, hoewel diplomatie effectiever aangewend zou kunnen worden. In een artikel in 2006 'Why an Economic Boycott of Israel is Justified' schrijft hij: 'Rapporten van mensenrechtenorganisaties zijn buiten Israël niet bekend. Dat komt zowel door de 'formidabele public-relations-industrie' van verdedigers van Israël als van de effectiviteit van hun intimidatietactiek, zoals het bestempelen van kritiek op Israëls politiek als antisemitisme.' Naar zijn mening heeft Israël, gezien de lange lijsten met vele onbetwistbare feiten, mensenrechten geschonden, waarvan vele op het niveau van oorlogsmisdaden en misdaden tegen de menselijkheid, zoals illegaal doden, marteling en huisverwoestingen. Hij vindt dat als de internationale economische boycot van Zuid-Afrika verdedigbaar was, het evenzo verdedigbaar is in het geval van de bezetting door Israël, die een unieke gelijkenis vertoont met het apartheidsregime. Zo'n boycot kan volgens hem niet antisemitisch genoemd worden.
In 2018 zegt hij in een interview met The intercept betreffende zijn boek over Gaza, waarin hij studie heeft gemaakt van internationaal recht, ten aanzien van het Israëlisch-Arabisch conflict in Gaza: 'You (Israël) have only one right. It’s a right to pack up and leave and to stop tormenting and torturing those people. I have said that from the moment I began being involved in this conflict more than 35 years ago. When all of these so-called radicals, when all of the radical posing and posturing, with all of their inane slogans about BDS and one-state […], I have stayed very steadfast and firm and paid a very big price.'

## Opleiding en professoraat
Na de middelbare school studeerde Finkelstein aan de Universiteit van Binghamton in New York, hier haalde hij in 1974 zijn kandidaatsexamen. Aansluitend studeerde hij in Parijs. Vanaf 1978 werkte hij als docent/hoogleraar/bijzonder hoogleraar aan verschillende universiteiten o.a. aan de Princeton Universiteit waar hij in 1980 promoveerde, aan dezelfde universiteit ontwikkelde hij zijn eerste theorie over het zionisme en wat hij noemt de Holocaust-industrie. Vanaf 1998 gaf Finkelstein les aan de DePaul Universiteit van Chicago. Zijn tienjarige aanstelling werd op 8 juni 2007 niet omgezet in een permanente aanstelling. Dit was de DePaul Universiteit aanvankelijk wel van plan, maar men zag er vervolgens van af. Volgens Finkelstein gebeurde dit onder invloed van een haatcampagne die door tegenstanders werd opgezet toen bekend werd dat hij een vaste aanstelling zou krijgen. Praktisch kwam het niet verlengen van Finkelsteins contract neer op een ontslag en werd zijn academische carrière erdoor stopgezet. De formele afwijzingsbrief noemt herhaaldelijk 'persoonlijke aanvallen' (ad hominem) door Finkelstein als kwalijk gedrag, slecht voor het academisch klimaat van DePaul. Hoewel in de brief de invloed van buitenaf (gelddonoren en/of anti-lobby) werd ontkend, werden argumenten uit die lobby wel in het besluit weerspiegeld. Finkelstein hekelde het feit dat de universiteit hem niet inhoudelijk maar persoonlijk aanviel. In dat verband sprak hij van een 'karaktermoord'.

## Belangrijkste publicaties

### Kritische beschouwing
Finkelstein treedt voor het eerst in de openbaarheid met 'Disinformation and the Palestine Question: the Not-So-Strange Case of Joan Peters's From Time Immemorial', een kritische beschouwing over het boek From Time Immemorial: The Origins of the Arab-Jewish Conflict over Palestine van Joan Peters (1984), waarin zij beschrijft dat Israël in feite altijd bewoond is geweest door Joden en dat juist de Arabieren de immigranten zijn. De Arabieren (later genoemd: Palestijnen) zouden, volgens haar, in de 20e eeuw ook niet door de Israëli's zijn verjaagd maar zelf elders zijn gaan wonen vanwege hun enorme bevolkingsaanwas. Finkelstein onderzocht en weerlegde alle door Peters genoemde noten en oordeelde dat het boek ‘niet op feiten was gebaseerd’ en ‘grote onzin’ was. Peters heeft in zijn ogen de geschiedenis vervalst teneinde Israël te verdedigen.

### De Holocaust-industrie
In 2000 stelt Finkelstein in zijn boek De Holocaust-industrie (The Holocaust Industry: Reflections on the Exploitation of Jewish Suffering) de handelwijze van vooral Joodse organisaties in Amerika met betrekking tot de Holocaust aan de kaak. Finkelstein is van mening dat individuele Joden die de Holocaust overleefd hebben, en wel degenen die daadwerkelijk in een concentratiekamp gezeten hebben en dat hebben overleefd, recht hebben op schadevergoeding. Het geld dat enkele Joodse organisaties van Duitse en Zwitserse bedrijven weten af te troggelen (aldus Finkelstein) wordt door diezelfde organisaties gebruikt om (vooral in Amerika) macht te verwerven.
Het boek – dat is vertaald in elf talen – was in een aantal landen een bestseller: in Zuid-Amerikaanse landen, Oostenrijk, Zwitserland en Jordanië. In Duitsland was en is het boek populair, niet alleen bij de intellectuele elite, maar ook onder aanhangers van extreemrechts. In de Israëlische krant Ha'aretz werd Finkelstein gevraagd hoe hij het vond om 'de lieveling van de neonazi's' te zijn. Hij antwoordde: 'In het begin vond ik het verwarrend. Maar later realiseerde ik mij dat het niet mijn verantwoordelijkheid was. Het komt allemaal door het Joodse establishment. Niet ik zet aan tot antisemitisme, dat doet het Joods establishment met zijn acties. Ik ben slechts de boodschapper, degene die de acties aan het licht brengt.'

### Beyond Chutzpah
Met zijn boek Beyond Chutzpah: On the Misuse of Anti-Semitism and the Abuse of History (letterlijk Meer dan Gotspe: over het misbruik van antisemitisme en het misbruik van de geschiedenis), levert Finkelstein in 2005 kritiek op het ‘nieuwe antisemitisme’, en op het boek The Case for Israel (De Zaak Israël) (2003) van Alan Dershowitz, een Amerikaanse advocaat en academicus, die zijn boek had opgebouwd als een verdediging van een verdachte, waarbij hij in 32 hoofdstukken telkens één beschuldiging behandelt, die hij vervolgens als advocaat probeert te ontzenuwen. Finkelstein valt met zijn kritiek zowel de inhoud van dat boek als de persoonlijke integriteit van Dershowitz aan en beschuldigt hem van fraude, falsificaties en plagiaat. Volgens Finkelstein heeft Dershowitz geen goed onderzoek verricht en schrijft hij zijn bronnen zo letterlijk over - zonder bronvermelding volgens de wetenschappelijke regels - dat zelfs fouten worden overgenomen. Verschillende stukken tekst lijken letterlijk overgeschreven uit From Time Immemorial (1984) van Joan Peters, over wier boek hij jaren eerder al een kritische beschouwing had gegeven (zie kopje boven). Omdat de beschuldigingen niet bewezen bleken moest Finkelstein zijn beschuldigingen van plagiaat en fraude intrekken. Hoewel Dershowitz de bronnen noemt (in een referentie), werden de aangehaalde teksten niet direct als citaat in zijn boek gepresenteerd. 
De scherpe kritiek van Finkelstein op Dershowitz' boek was in de VS al in 2003 uitgelopen op een grote rel. Een rechtstreekse confrontatie tussen Finkelstein en Derschowitz werd op de Amerikaanse televisie uitgezonden. Dershowitz lanceerde later met succes een campagne om de vaste aanstelling van Finkelstein als hoogleraar te blokkeren.
Volgens Finkelstein wordt antisemitisme door sommige Joodse organisaties zwaar overdreven. Hij heeft tal van aantijgingen in de VS onderzocht en keer op keer blijkt dat er van antisemitisme geen sprake was of in ieder geval niet zo groots als de aanklagers beweerden. Ook vindt hij dat het antisemitisme en de dreiging van een nieuwe Holocaust worden overdreven. Vooral vindt Finkelstein dat de herinnering aan de Holocaust wordt ingezet om kritiek op Israël of Joodse organisaties in de kiem te smoren. Zodra iemand kritiek durft te uiten op Israël wordt hem of haar antisemitisme verweten, wat een discussie over en met Israël in de weg staat. Dit is – aldus Finkelstein – ook een van de redenen waarom Israël wegkomt met zoveel geweld jegens de Palestijnen. Doordat kritiek op of discussie met Israël praktisch niet mogelijk is, vreest Finkelstein dat dát nu juist sluimerend antisemitisme kan doen oplaaien.
Finkelsteins boek Beyond Chutzpah: On the Misuse of Anti-Semitism and the Abuse of History heeft veel positieve en negatieve reacties opgeroepen. Aan de positieve kant heeft men bewondering voor de onderzoekskwaliteiten van Finkelstein, zijn eruditie en de feitelijke manier van schrijven. Geen enkele opmerking of constatering in het boek is tot op heden weerlegd. Marc Saperstein, professor Joodse Geschiedenis, schrijft: 'Als je op zoek bent naar een boek waarin alle mogelijke anti-Israël-argumenten te vinden zijn en je houdt van een aanvallende stijl, dan is dit boek zeker iets voor jou. Maar als je op zoek bent naar evenwichtigheid, feitelijkheid en graag twee kanten van een verhaal wilt horen, laat dit boek dan links liggen.' Daarentegen schrijft de Joodse criticus rabbijn Abraham Matthew: 'That the U.S. intellectual community has been nothing short of timid in reigning in Alan Dershowitz and criticizing popular books such as The Case for Israel and The Case for Peace, while simultaneously not defending and praising the courage of Norman Finkelstein and critical books such as Beyond Chutzpah, reveals the extent to which power politics can corrupt our perception and moral sense.'

### Gaza
In januari 2018 werd een laatste boek van Finkelstein gepubliceerd met een nauwgezette beschrijving van de situatie in de Gazastrook getiteld Gaza: An Inquest into its Martyrdom. Het boek bevat een studie over internationaal recht, van Israëls hardnekkige aanvallen op Gaza en zijn bevolking. Volgens hem is het dé bepalende geschiedenis van een van de meest afschuwelijke en aanhoudende campagnes van collectieve straffen in de moderne geschiedenis. Hij haalt onder meer ook een uitspraak van Baruch Kimmerling aan: 'Gaza is the world’s largest concentration camp ever'. En zelf schrijft hij: 'If you (Israël) are inflicting on Gaza an illegal blockade, an illegal occupation, and you’re illegally denying them the right to self-determination, you don’t have a right to self-defense.You have only one right. It’s a right to pack up and leave and to stop tormenting and torturing those people. That’s your only right.'

## Interviews
In Amerika heeft Finkelstein veel sympathie verloren door in een interview naar aanleiding van de aanslag op de Twin Towers te stellen dat Osama bin Laden in sommige opzichten gelijk heeft: Why should Americans go on with their lives as normal, worrying about calories and hair loss, while other people are worrying about where they are going to get their next piece of bread? Why should we go on merrily with our lives while so much of the world is suffering, and suffering incidentally not with us merely as bystanders, but with us as the indirect and direct perpetrators. Later verklaarde Finkelstein dat hij deze frase niet bedoeld had als rechtvaardiging van de aanslagen op 11 september 2001.
In een interview in augustus 2019 sprak Finkelstein over de 'liefde' van alt-right jegens Israël, en de mensenrechtenschendingen in bezet Palestina. Zijn uitspraak Israel is a nation of murderers verklaart hij als volgt: 'Iedereen dient in het leger, en dat burger-leger is periodiek betrokken bij moordpartijen op burgerbevolkingen waarbij het in essentie gaat om de verdrijving en ontmenselijking van de inheemse bevolking.' Ook merkte hij op dat er in het conflict beletsels zijn opgeworpen voor een tweestatenoplossing, waardoor dat nagenoeg onmogelijk is. Een mogelijke oplossing zou de opheffing van de blokkade van de Gazastrook  zijn, die hij afschuwwekkend, onwettig, immoreel en onmenselijk noemt. Hij staat sceptisch tegenover een een-staatoplossing van het conflict.

## Persona non grata in Israël
Op 23 mei 2008 werd Finkelstein de toegang tot Israël ontzegd. Hij moest het land op 24 mei verlaten na een 24 uur durende detentie. Finkelstein had in Nederland en België lezingen gegeven en was naar eigen zeggen op weg naar een oude vriend die woonde in de Palestijnse Gebieden. Op het vliegveld kreeg hij te horen dat hij niet tot Israël werd toegelaten, officieel 'om veiligheidsredenen'. De ontzegging zou gelden voor tien jaar.